# Santiago Ayala
Santiago Ayala, conocido como El Chúcaro (Córdoba, 16 de octubre de 1918-13 de septiembre de 1994), fue un bailarín y coreógrafo argentino, especializado en danzas folklóricas de Argentina. Conocido internacionalmente, fundó su propia compañía en los años 1950 y en la década de 1980 concretó su proyecto de crear un Ballet Folklórico Nacional, realizado por decreto-ley del Presidente Raúl Alfonsín en 1986. Durante cuarenta años, hasta su muerte, formó una pareja histórica con Norma Viola.

## Biografía
Segundo Santiago Martiniano Escipión Ayala nació en el barrio San Vicente de ciudad de Córdoba el 16 de octubre de 1918. A mediados de la década de 1940, momento en que la Historia de la música folclórica de Argentina/música folklórica argentina comenzó a ser difundida por los medios de comunicación nacionales hasta el llamado boom del folklore de la década de 1950, Ayala adoptó el nombre artístico de "El Chúcaro" y formó su primera compañía con la bailarina española Dolores Román, llamada "El Chúcaro y Dolores". En 1953 funda la Compañía de Arte Folklórico, con Norma Viola, como primera bailarina, con quién formará pareja de baile desde entonces hasta su fallecimiento cuatro décadas después.
Durante su carrera artística, El Chúcaro diseñó unas ciento sesenta obras coreográficas, de las cuales varias han quedado como coreografías clásicas. Una vez recuperada la democracia a fines de 1983, Ayala comenzó a gestionar un viejo proyecto, la creación de un ballet estatal dedicado exclusivamente al folklore. El proyecto lo concretó en 1986, cuando el presidente Raúl Alfonsín dictó un decreto-ley creando el Ballet Folklórico Nacional, que dirigió hasta su muerte. Bailó hasta los 70 años.
El Chúcaro participó como actor en gran cantidad de teatro, dirigido por Elías Alipi y Enrique Muiño y participó en varias películas y actuaciones de televisión. Falleció el 13 de septiembre de 1994. Sus restos descansan bajo un árbol junto a los de Atahualpa Yupanqui, en la casa museo de Cerro Colorado en la Provincia de Córdoba.
Horacio Guarany escribió sobre él la zamba «Del Chúcaro» (álbum "Memorias Del Viento", 1981).

## Filmografía
- Tango Bar (1987)
- Argentinísima II  (1973)
- Argentinísima  (1971) dir. Enrique Olivera y Fernando Ayala
- La novela de un joven pobre (1968)
- Cosquín, amor y folklore  (1965) dir. Delfor María Beccaglia
- Las zapatillas coloradas  (1952)
- Donde comienzan los pantanos  (1952)
- ¡Gaucho!  (1942)